# Loxostege mojavealis
Loxostege mojavealis là một loài bướm đêm trong họ Crambidae.